# Termenès
Termenès (en occità Termenés), és una un sub-parçan o sub-comarca occitana del Llenguadoc, que pren el seu nom del castell de Tèrme.
Segons es desprèn de la proposta del diari Jornalet de divisió administrativa d'Occitània, basada en l'obra de Frederic Zégierman Le Guide des pays de France, els pobles que componen el Termenès s'ubiquen dins el parçan occità de les Corberes, regió del Llenguadoc, subregió del Baix Llenguadoc.
El poble de Tèrme administrativament està adscrit al departament francès de l'Aude.

## Història
El Termenés és una antiga parròquia de la diòcesi de Narbona que comprenia les altes valls d'Orbiu i Verdoble. Limitava al nord amb la Val de Danha (diòcesi de Carcassona), al sud amb la Fenolleda, a l'oest amb Rasés, i a l'est amb el Narbonès pròpiament dit.
El 981 Oliva Cabreta de Cerdanya i Besalú va disputar el Perapertusès amb el comte Roger el Vell de Carcassona i Rasès. Ja la Fenolleda, Donasà i Capcir, que foren de Rasès, havien passat a Cerdanya cap al 872 i Oliva volia també el Perapertusès, que en part va aconseguir. La part nord del territori va quedar no obstant en poder dels comtes de Carcassona i Rasès i com que el castell principal es deia Termes, es va començar a conèixer com a Termenès.
Els senyors de Termes s'esmenten per primer cop el 1061, i dominaven una extensa zona. Al segle xii els senyors van entrar en conflicte amb l'Abadia de La Grassa, sobretot per la possessió de les mines de plata de Palairac. El 1210, conquerit el vescomtat de Menerba, Simó IV de Montfort es va dirigir a Termes i la va assetjar. El castell senyorial estava ben preparat i tenia un petit establiment a la vall (que és l'actual vila de Termes) amb una capella feta el 1163, encara que el castell tenia la seva pròpia. Era senyor Ramon, que havia adoptat el catarisme potser influït per Benet de Tèrme, segurament el seu germà, un dels perfectes del càtars (que fou bisbe càtar de Rasès el 1226). El setge es va acabar degut a la manca d'aigua dels assetjats (23 de novembre del 1210). Ramon fou fet presoner i va morir a la presó de Carcassona. Termes fou confiscada i va convertir-se en possessió de la corona el 1228. El fill de Ramon, Oliver de Tèrme, va continuar la resistència aliat al comte de Tolosa i al vescomte de Carcassona, Rasès, Besiers i Albi, fins que el 1240 es va sotmetre i va entrar al servei de Lluís IX de França el sant (va morir a Terra Santa el 12 d'agost de 1274). Al segle següent el castell es va reconstruir i s'hi va establir una guarnició reial. Després del tractat dels Pirineus la fortalesa va perdre el caràcter de fronterera i doncs la seva importància, i fou destruïda amb pólvora el 1653 i 1654. El 1989 foren qualificades com a monument històric. La comarca manté encara avui el nom de Termenès.